# ドイツ・ブンデスリーガ1977-1978
フースバル・ブンデスリーガ 1977-1978 はドイツサッカー協会 (DFB) によって開催された男子全国最上位リーグの第15シーズン目である。1.FCケルンが優勝し、3回目のドイチャー・フースバルマイスターの座に就いた。

## 概要

### 優勝争い
1970-1971シーズン以来、7年ぶりにトップ2の勝ち点が並んだ状態で最終節を迎えた。ヘネス・ヴァイスヴァイラー監督の1.FCケルンと、3連覇中の王者ボルシア・メンヒェングラートバッハの争いである。最終節終了後も勝ち点はタイのままであり、史上初めて得失点差がタイトルの行方を左右した。グラートバッハは最終節に勝ったとしても、試合前の時点でケルンに対し得失点差10ポイントのビハインドを抱えていたため、逆転優勝は容易ではなかった。これを逆転するためには、リーグ史上最大差記録 (11点差) を上回る勝利が必要と思われた。そしてグラートバッハは最終節、12-0でボルシア・ドルトムントを下した (得失点差+42)。
だが、3点足りなかった。同時刻、ケルンは降格の決まっているFCザンクト・パウリをホームに迎え、5-0で大勝 (得失点差+45)。ブンデスリーガ初年度以来となる優勝を決めた。グラートバッハに12点を献上したBVB監督オットー・レーハーゲルは、「トーアハーゲル」 (ゴールハーゲル、得点ハーゲル) などと呼ばれることもあるが、ブンデスリーガ史上ワースト記録の12点差敗戦を喫したが故である。

### その他の争いと話題
得点王はケルンのディーター・ミュラーとFCバイエルン・ミュンヘンのゲルト・ミュラー、ともに24ゴールを決めている。ディーターは7-2で勝った第3節のヴェルダー・ブレーメン戦で、一人で6ゴールを決めた。20世紀ブンデスリーガにおける、個人の1試合最多得点記録である。
マイスターシャーレ奪還後、さらにケルンはDFBポカールも制して2冠を達成。準優勝のフォルトゥナ・デュッセルドルフがUEFAカップウィナーズカップ出場を決めた。UEFAカップ出場権はリーグ2位から5位 (グラートバッハ、ヘルタBSC、VfBシュトゥットガルト、MSVデュイスブルク)が獲得した。バイエルンはクラブワーストとなる12位でフィニッシュ。シュトゥットガルトは平均入場者数54000人を記録、これは1998-1999シーズンにBVBが更新するまで、最多記録であった。
6位のMSVデュースブルクは、計5人の監督が指揮を執った。これは2020-2021シーズンのFCシャルケ04まで、同一シーズン中における最多監督交代記録だった。最初の一人オットー・クネフラーは昨シーズンからの続投だが、開幕前に胃穿孔を発症した為に休養、アシスタントコーチのロルフ・シャフシュタルが急遽昇格した。しかし彼は開幕戦ハンブルガーSVに5-2で勝った後退団し、ヘルベルト・ブルデンスキが招聘された。
クネフラーは第11節に復帰したが、6試合指揮した後1977年末に再度健康状態が悪化し、また休養に入る。フリードヘルム・ヴェンツラが臨時代行を務め、第17節にカール＝ハインツ・リュールに交代した。

## 順位表[4]
| 順 | チーム                               | 試 | 勝 | 分 | 敗 | 得 | 失 | 差  | 点 | 出場権または降格                            |
| -- | ------------------------------------ | -- | -- | -- | -- | -- | -- | --- | -- | ------------------------------------------- |
| 1  | 1.FCケルン (C)                       | 34 | 22 | 4  | 8  | 86 | 41 | +45 | 48 | UCC出場                                     |
| 2  | ボルシア・メンヒェングラートバッハ   | 34 | 20 | 8  | 6  | 86 | 44 | +42 | 48 | UC出場                                      |
| 3  | ヘルタBSC                            | 34 | 15 | 10 | 9  | 59 | 48 | +11 | 40 | UC出場                                      |
| 4  | VfBシュトゥットガルト                | 34 | 17 | 5  | 12 | 58 | 40 | +18 | 39 | UC出場                                      |
| 5  | フォルトゥナ・デュッセルドルフ       | 34 | 15 | 9  | 10 | 49 | 36 | +13 | 39 | CWC出場                                     |
| 6  | MSVデュイスブルク                    | 34 | 15 | 7  | 12 | 62 | 59 | +3  | 37 | UC出場                                      |
| 7  | アイントラハト・フランクフルト       | 34 | 16 | 4  | 14 | 59 | 52 | +7  | 36 |                                             |
| 8  | 1.FCカイザースラウテルン             | 34 | 16 | 4  | 14 | 64 | 63 | +1  | 36 |                                             |
| 9  | FCシャルケ04                         | 34 | 14 | 6  | 14 | 47 | 52 | −5  | 34 |                                             |
| 10 | ハンブルガーSV                       | 34 | 14 | 6  | 14 | 61 | 67 | −6  | 34 |                                             |
| 11 | ボルシア・ドルトムント               | 34 | 14 | 5  | 15 | 57 | 71 | −14 | 33 |                                             |
| 12 | FCバイエルン・ミュンヘン             | 34 | 11 | 10 | 13 | 62 | 64 | −2  | 32 |                                             |
| 13 | アイントラハト・ブラウンシュヴァイク | 34 | 14 | 4  | 16 | 43 | 53 | −10 | 32 |                                             |
| 14 | VfLボーフム                          | 34 | 11 | 9  | 14 | 49 | 51 | −2  | 31 |                                             |
| 15 | ヴェルダー・ブレーメン               | 34 | 13 | 5  | 16 | 48 | 57 | −9  | 31 |                                             |
| 16 | TSV1860ミュンヘン (R)                | 34 | 7  | 8  | 19 | 41 | 60 | −19 | 22 | 2.フースバル・ブンデスリーガ1978–1979に降格 |
| 17 | 1.FCザールブリュッケン (R)           | 34 | 6  | 10 | 18 | 39 | 70 | −31 | 22 | 2.フースバル・ブンデスリーガ1978–1979に降格 |
| 18 | FCザンクト・パオリ (R)               | 34 | 6  | 6  | 22 | 44 | 86 | −42 | 18 | 2.フースバル・ブンデスリーガ1978–1979に降格 |

1. 1 2 3  ケルンはDFBポカール1977–1978（ドイツ語版）でも優勝したため、そのUEFAカップウィナーズカップ 1978-79出場権はポカール準優勝のフォルトゥナ・デュッセルドルフに譲渡され、さらにデュッセルドルフに内定していたUEFAカップ1978-79出場権がMSVデュースブルクに譲渡された。

## 得点ランキング[8]
| 順位 | 選手                           | クラブ                     | 得点数 |
| ---- | ------------------------------ | -------------------------- | ------ |
| 1.   | ディーター・ミューラー         | 1.FCケルン                 | 24     |
| 1.   | ゲアト・ミュラー               | FCバイエルン・ミュンヒェン | 24     |
| 3.   | クラウス・トップメラー         | 1.FCカイザースラウテルン   | 21     |
| 4.   | マンフレート・ブアクスミュラー | ボルシア・ドルトムント     | 20     |
| 4.   | クラウス・フィッシャー         | FCシャルケ04               | 20     |

## 1. FCケルンのマイスターマンシャフト[9]
| 1.         | 1. FCケルン |
| 1. FC Köln | - GK: トニ・シューマッハー (1958年生まれのサッカー選手) (34/-) - DF: ベアンハート・カルマン (27/6); ローラント・ゲアバー (サッカー選手) (34/2); ヘアバート・ハイン (4/-); ハーラルト・コノプカ (31/3); ライナー・ニコート (1/-); 奥寺康彦 (20/4); ディーター・プレシュティン (14/3); ゲアト・シュトラック (32/2); ホルガー・ヴィルマー (11/1); ヘアバート・ツィマーマン (サッカー選手) (32/2) - MF: ハインツ・フローエ (c) (34/14); ユアゲン・グロヴァチュ (5/-); ヘアバート・ノイマン (サッカー選手) (34/8); ハインツ・ジメート (23/1) - FW: ハネス・レーア (8/1); ディーター・ミュラー (33/24); ローヘル・ヴァン・ホール (32/12) - リーグ戦出場なし: ゲリー・エーアマン, ヴォルフガン・マッターン, ヴォルフガン・ヴェーバー (サッカー選手), ハインツ・パペ, ノアバート・シュミッツ (サッカー選手), クラウス・ケスリン, プレーベン・エルケア・ラーセン - 監督: ヘネス・ヴァイスヴァイラー シーズン途中の移籍: ユアゲン・グロヴァチュ (→SVヴェルダー・ブレーメン) |

## 主審[10]
| 名前                                     | 生年月日   | 所属協会                        | 担当試合数 |     |    | 備考                                                          |
| ---------------------------------------- | ---------- | ------------------------------- | ---------- | --- | -- | ------------------------------------------------------------- |
| ヴォルフ＝ディーター・アーレンフェルダー | 1944-02-11 | ニーダーライン                  | 7          | 12  | 0  |                                                               |
| ハインツ・アルディンガー                 | 1933-01-07 | ヴュルテンベルク                | 10         | 11  | 1  | FIFA国際審判員                                                |
| フェアディナント・ビヴェアジ             | 1934-06-24 | ザールラント                    | 10         | 6   | 1  | ブンデスリーガ担当最終シーズン 1978年限りでFIFA国際審判員引退 |
| ヴェアナー・ブアガース                   | 1934-05-15 | ニーダーライン                  | 8          | 15  | 1  |                                                               |
| マンフレート・デールフェル               | 1941-09-28 | バイエルン                      | 8          | 21  | 1  |                                                               |
| ディーター・ドレーア                     | 1933-03-17 | ヘッセン                        | 7          | 15  | 1  |                                                               |
| ペーター・ドレシャー (審判員)            | 1940-11-02 | バイエルン                      | 7          | 15  | 0  |                                                               |
| ヴァルター・エンゲル (審判員)            | 1939-05-15 | ザールラント                    | 9          | 12  | 0  |                                                               |
| ヴァルター・エシュヴァイラー             | 1935-09-20 | ミッテルライン                  | 9          | 18  | 0  | FIFA国際審判員                                                |
| ルドルフ・フリッケル                     | 1932-07-16 | バイエルン                      | 10         | 9   | 0  | FIFA国際審判員                                                |
| ペータ－・ガボーア                       | 1940-04-19 | ベルリン                        | 8          | 19  | 0  |                                                               |
| イェアク・グラスネック                   | 1946-03-23 | ブレーメン                      | 7          | 24  | 0  |                                                               |
| ゲアト・ヘニヒ                           | 1935-04-24 | ニーダーライン                  | 9          | 18  | 1  |                                                               |
| フランツ＝ヨーゼフ・ホンタイム           | 1938-08-13 | ラインラント                    | 8          | 19  | 0  |                                                               |
| ヴァルター・ホアストマン                 | 1935-08-28 | ニーダーザクセン                | 10         | 13  | 0  | 1978年からFIFA国際審判員                                      |
| エッカート・イェンゼン                   | 1938-05-11 | シュレースヴィヒ=ホルシュタイン | 9          | 17  | 0  |                                                               |
| ホアスト・ヨース                         | 1934-07-27 | ヴュルテンベルク                | 9          | 11  | 0  |                                                               |
| パウル・キンダーファーター               | 1940-01-24 | ミッテルライン                  | 9          | 6   | 0  | FIFA国際審判員                                                |
| マックス・クラウザー                     | 1937-07-04 | バイエルン                      | 9          | 11  | 1  |                                                               |
| ギュンター・リン                         | 1935-03-16 | ラインラント                    | 10         | 17  | 0  |                                                               |
| メダードゥス・ルカ                       | 1935-03-12 | ザールラント                    | 8          | 16  | 0  |                                                               |
| ユアゲン・メスマー                       | 1940-05-26 | バーデン                        | 8          | 7   | 0  |                                                               |
| ゲアト・モイザー                         | 1936-06-26 | ズュートヴェスト                | 8          | 7   | 1  |                                                               |
| ヴァルター・ニーマン (審判員)            | 1933-01-01 | ハンブルク                      | 8          | 19  | 0  |                                                               |
| クラウス・オームゼン                     | 1935-10-16 | ハンブルク                      | 10         | 19  | 0  |                                                               |
| ハインツ・クヴィンドー                   | 1933-08-28 | ズュートヴェスト                | 8          | 16  | 0  |                                                               |
| ヤン・レデルフス                         | 1935-08-20 | ニーダーザクセン                | 10         | 12  | 0  | FIFA国際審判員                                                |
| ギュンター・リッセ                       | 1936-09-18 | ヴェストファーレン              | 8          | 13  | 1  |                                                               |
| フォルカー・ロート                       | 1942-02-01 | ニーダーザクセン                | 10         | 18  | 0  | 1978年からFIFA国際審判員                                      |
| エーバーハート・シュモーク               | 1937-04-12 | ズュートバーデン                | 8          | 15  | 0  |                                                               |
| ディーター・シュテークリヒ               | 1941-02-08 | ミッテルライン                  | 7          | 11  | 0  |                                                               |
| ライナー・ヴァルタート                   | 1940-06-09 | ヴェストファーレン              | 8          | 16  | 1  |                                                               |
| ユアゲン・ヴァルター                     | 1942-10-01 | バイエルン                      | 8          | 15  | 0  |                                                               |
| ヴィンフリート・ヴァルツ                 | 1942-02-27 | ヴュルテンベルク                | 8          | 18  | 0  |                                                               |
| マンフレート・ヴィヒマン                 | 1937-10-02 | ヴェストファーレン              | 8          | 20  | 0  |                                                               |
| ウド・ツハントケ                         | 1936-12-28 | ベルリン                        | 8          | 11  | 1  |                                                               |
| 総計:                                    | 総計:      | 総計:                           | 306        | 522 | 11 |                                                               |
| 出典: weltfussball.de                    |            |                                 |            |     |    |                                                               |